# Гайдамака (оповідання)
«Гайдамака» — оповідання Валер'яна Підмогильного.

## Історія створення
Оповідання написано влітку 1918 року на Собачому Хуторі під Катеринославом. Вперше надруковано в літературно-науковому і педагогічному збірнику «Січ» (1919. — Кн.1. — № 59. — С. 2-15), що виходив під керівництвом професора Петра Єфремова в «Українському видавництві Січеслава». Вміщено у збірнику Твори. — Т.1. — С. 91—117. За життя автора в наступних виданнях не публікувалося. Рукопис не зберігся.

## Фабула
Відходячи з Катеринослава, армія УНР поповнюється двома гімназистами. Перший прагне здобути зброю і скоро тікає з лав, інший, перейнятий власною нікчемністю, лишається і потрапляє у більшовицький полон. Від тоді його поведінка стає парадоксальною: перебуваючи у руках ворога, Олесь не поводиться зухвало, шукаючи героїчної смерті, однак знаходить лише нове приниження.

## Екранізація
21 квітня 2012 року відбувся показ короткометражного фільму «Гайдамака», знятого на кіностудії імені Довженка Романом Синчуком. Сценарій написав Леонід Череватенко. У ролях: Даниїл Мойсеєв, Костянтин Воробйов, Костянтин Войтенко, Мирослав Павліченко, Тарас Жирко. Тривалість фільму 30 хв. Це перший фільм трилогії, яка розповідає про громадянську війну в Україні початку XX століття.